# Naratettix zini
Naratettix zini är en insektsart som beskrevs av Irena Dworakowska 1972. Naratettix zini ingår i släktet Naratettix och familjen dvärgstritar. Inga underarter finns listade i Catalogue of Life.